# Expérience de Rutherford
L'expérience de Rutherford, également connue sous le nom d’expérience de la feuille d'or, menée en 1909 par Hans Geiger et Ernest Marsden sous la direction d'Ernest Rutherford, montra que la partie chargée positivement de la matière est concentrée en un espace de petit volume (maintenant appelé noyau atomique).
Antérieurement à cette expérience, la matière était vue comme constituée d'atomes eux-mêmes faits de deux parties chargées électriquement de façons opposées, la partie chargée négativement pouvant être arrachée à l'atome (rayons cathodiques). Ainsi, l'atome était représenté comme un « pudding aux prunes » plum pudding :  une « pâte » positive avec des inclusions négatives (modèle de Thomson). L'expérience de Rutherford montra qu'en réalité le noyau chargé positivement est de taille très petite devant le nuage électronique qui l'entoure, chargé négativement.  

## Observation
L'expérience est réalisée sous vide. De la matière radioactive émettant des particules α (noyaux d'hélium, He2+) est placée dans une boîte et le faisceau de particule α est orienté en direction d'une très fine feuille d'or (6 000 Å). Derrière cette couche d'or, un écran est placé ; il est enrichi d'une substance chimique (sulfure de zinc : ZnS)  permettant de visualiser, par un scintillement lumineux, la collision par les particules α.
Plusieurs minutes après la disposition du matériel, différents points lumineux apparaissent sur l'écran et ces points ne sont pas tous dans l'orientation du faisceau, mais certains étalés sur de grands angles. Rutherford eut ainsi la surprise d'observer une sorte de rebond des particules alpha : « C'était presque aussi incroyable que si vous aviez tiré un obus de trois cent soixante-quinze kilos sur un morceau de papier de soie et qu'il était revenu vous frapper ! ».

## Interprétation

La majorité des particules α traversent la feuille d'or sans être déviées, mais une partie de ces particules, de l'ordre de 0,01 %, ont été déviées. De cette expérience, nous pouvons déduire que la matière est une structure lacunaire. Elle est constituée essentiellement de vide, et c'est pour cela que la plupart des particules ne sont pas déviées. Il existe de même des îlots de charge positive qui repoussent les particules α. L'ordre de grandeur de ces îlots est très petit par rapport à l'atome (de l'ordre de 100 000 fois plus petit).
En fait, Rutherford a observé la diffusion inélastique alors qu'il ne s'attendait à trouver que de la diffusion élastique. Le taux de diffusion élastique est exprimé par un facteur de forme qui prend en compte la taille du noyau comme un nuage positif (ou une « pâte »). En réalité, une partie de l'énergie des projectiles est transmise aux atomes liés à celui rencontré, et en excite plusieurs (diffusion inélastique). Seule la somme de tous les différents événements (avec participation des voisins donc) crée l'image d'un noyau ponctuel (cf. Discussion).

## Implications
À la suite de cette expérience, Ernest Rutherford proposa un modèle « planétaire » de l'atome : les électrons, portant les charges négatives, étaient satellisés autour d'un noyau positif très petit. Ce modèle fut battu en brèche par deux considérations :
- les lois de l'électromagnétisme, et notamment les équations de Maxwell, qui montraient qu'un électron tournant devait rayonner de l'énergie et donc ralentir au point de s'écraser sur le noyau ;
- le fait que les interactions entre les rayonnements électromagnétiques étaient quantifiées (voir Corps noir et Effet photoélectrique).

## Estimation de la taille d'un noyau
L'expérience de Rutherford permet d'estimer la taille du noyau en mesurant l'énergie des particules ayant rebondi sur le noyau, c'est-à-dire ayant été diffusées avec un angle de 180°. Ce sont ces particules qui s'approchent le plus possible du noyau. La conservation de l'énergie dit que :
{\displaystyle {\frac {1}{2}}\mu v^{2}={\frac {1}{4\pi \epsilon _{0}}}\cdot {\frac {q_{1}q_{2}}{a_{0}}}}
où {\displaystyle a_{0}} est l'estimation de la taille du noyau, ou bien la distance minimale d'approche du noyau et {\displaystyle \mu }  la masse réduite.
Il est alors possible d'en déduire {\displaystyle a_{0}} :
{\displaystyle a_{0}={\frac {1}{4\pi \epsilon _{0}}}\cdot {\frac {2q_{1}q_{2}}{\mu v^{2}}}}
Dans l'expérience de Rutherford, les valeurs sont :
- la masse réduite {\displaystyle \mu }  = 6.7×10−27 kg,
- la charge d'une particule alpha q1 = 2×(1.6×10−19) C,
- la charge d'un noyau d'or q2 = 79×(1.6×10−19) C
- la vitesse initiale des particules alpha v = 2×107 m/s

Le calcul donne une estimation de 2.7×10−14 m pour la taille d'un noyau d'or.

### Source
- (en) H. Geiger and E. Marsden, On a Diffuse Reflection of the α-Particles, Compte rendu de la Royal Society, 1909 A vol. 82, p. 495-500